# Graham, Texas
Graham là một thành phố thuộc quận Young, tiểu bang Texas, Hoa Kỳ. Năm 2010, dân số của xã này là 8903 người.

## Dân số
- Dân số năm 2000: 8716 người.
- Dân số năm 2010: 8903 người.